# Les Mousquetaires
Les Mousquetaires — французское кооперативное общество, управляющее сетью супермаркетов Intermarché и другими торговыми точками. Штаб-квартира расположена в Бондуфле (пригород Парижа). По состоянию на 2023 год сеть насчитывала 4120 магазинов во Франции, Бельгии, Польше и Португалии.

## История
Торговую сеть основал в 1969 году Жан-Пьер Ле Рош (Jean-Pierre Le Roch); ранее он был владельцем одного из магазинов сети E.Leclerc, но, из-за разногласий с её основателем Эдуаром Леклером, он с группой из 95 совладельцев магазинов решили создать свою торговую сеть, названную Intermarché. Управляющая компания новой сети была названа ITM Entreprises. Супермаркеты Intermarché имели среднюю торговую площадь 1600 м² и продавали преимущественно бакалейные товары; в оформлении торговых точек использовалась тема «Трёх мушкетёров», поэтому позже управляющая компания стала называться Les Mousquetaires. В 1979 году была основана новая сеть, Bricomarché, супермаркеты которой включали отдел хозтоваров. В следующем году начала развиваться сеть ресторанов Restaumarché. В 1982 году появилась сеть Stationmarché, точки которой включали автомастерские и магазины автозапчастей. В 1986 году были запущены ещё два торговых формата — магазины одежды Vetimarché и сельские магазины Ecomarché. В 1988 году появилась сеть мелкооптовых складов-магазинов Procomarché, но к 2000 году она была закрыта, так и не завоевав значительной доли на этом рынке. Также в 1988 году был открыт первый зарубежный супермаркет сети Intermarché (в Испании). В начале 1990-х годов была основана сеть магазинов-дискаунтеров CDM, к концу десятилетия сеть насчитывала более 200 торговых точек. В 1991 году ITM Entreprises вышла на рынки Бельгии и Португалии, в 1993 году — Италии, в 1997 году — Польши. В 1996 году был куплен контрольный пакет акций немецкой сети SPAR, включавшей 525 супермаркетов и более 4 тысяч магазинов других форматов..
В октябре 2023 года у Groupe Casino было куплено 61 торговую точку (гипермаркеты и супермаркеты) с годовым оборотом более полумиллиарда евро. В декабре того же года у Casino было куплено ещё более 300 супермаркетов и гипермаркетов (совместно с Auchan).

## Деятельность
По состоянию на 2021 год Les Mousquetaires была третьей крупнейшей розничной сетью Франции по размеру выручки (34,7 млрд евро), сеть во Франции насчитывала 2200 торговых точек.
Выручка за 2023 год составила 52,9 млрд евро (39,9 млрд евро без горючего), из них 42,2 млрд евро во Франции, 2,9 млрд евро в Португалии, 2,3 млрд евро в Польше и 1,7 млрд евро в Бельгии.
Торговые сети:
- Intermarché — 2496 торговых точек (1887 во Франции, 265 в Португалии, 183 в Польше, 161 в Бельгии);
- Netto — 326 торговых точек во Франции;
- Les Comptoirs de la bio — 75 торговых точек во Франции;
- Bricomarché — 722 торговых точек (473 во Франции, 56 в Португалии, 193 в Польше);
- Brico Cash — 49 торговых точек во Франции;
- Bricorama — 122 торговые точки во Франции;
- Tridôme — 13 торговых точек во Франции;
- Roady — 153 автомастерские (117 во Франции и 36 в Португалии);
- Rapid Pare-Brise — 164 центра во Франции и 84 центра при автомастерских Roady.